# Línea 105 (Corrientes)
Línea 105 es una línea de transporte urbano de pasajeros de la ciudad de Corrientes, Argentina. 

## Recorridos

### 105

#### Ramal A
- IDA: Las Dalias - Caá Catí - Las Margaritas - Av. Eva Perón - Las Violetas - Av. Libertad - Av. Armenia - 19 de Mayo - Av. Gregorio Pomar - Av. Raúl Alfonsín - Av. Chacabuco - San Martín - Av. Artigas - Belgrano - Uruguay - San Martín - La Rioja - Puerto.
- VUELTA: Av. Costanera - Tucumán - 9 De Julio - Salta - Hipólito Yrigoyen - Av. Ayacucho - Av. Raúl Alfonsín - Av. Gregorio Pomar - Rizutto - 20 de Mayo - Av. Armenia - Av. Libertad - Las Violetas - Nity Cigersa - Las Dalias.

#### Ramal B
- IDA: Empedrado y Las Margaritas – Bilbao - Las Pasionarias - Murcia - Sicilia - Sheridan - Av. Eva Perón - Av. J. R. Fernández - Av. Armenia - Av. Gobernador Ruíz - Mario Cocomarola - Ituzaingó - Belgrano - Uruguay - San Martín - La Rioja - Puerto - Av. Costanera.
- VUELTA: Tucumán - 9 De Julio - Salta - Hipólito Yrigoyen - Av. Ayacucho - Av. Chacabuco - Av. Armenia - Av. J. R. Fernández - Av. Eva Perón - Benavídez - Argerich - Madrid - Barcelona - Murcia - Las Pasionarias - Bilbao - Las Margaritas - Adolfo Mors - Las Violetas - Punta Ñaro -  Caa Catí - Las Margaritas hasta Empedrado.

#### Ramal C
- IDA: Tte.  A. Vázquez - Los Crisantemos - Cambá Punta - Tte. J. J. Arraras - Tte. A. Vázquez - Av. Eva Perón - Ruta 12 - Av. Libertad - Av. Armenia - Av. Gobernador Ruíz - Carlos Pellegrini - Catamarca - Av. Juan Torres de Vera - Puerto.
- VUELTA: Av. Costanera - Tucumán - 9 De Julio - Salta - Hipólito Yrigoyen - General Roca - 9 de Julio - Av. Gobernador Ruíz - Av. Armenia - Av. Libertad - Ruta 12 - Av. Eva Perón - Tte. A. Vázquez.

#### Perichón
- IDA: Eric Martínez - C. 570 - C. 595 - Federico Rainero - Eric Martínez - Ruta 12 - Av. Eva Perón - Tte. A. Vázquez - Los Crisantemos - Cambá Punta - Tte. J. J. Arraras - Tte.  A. Vázquez - Av. Eva Perón - Ruta 12 - Av. Libertad - Av. Armenia - Av. Gobernador Ruíz - Carlos Pellegrini - Catamarca - Av. Juan Torres de Vera - Puerto.
- VUELTA: Av. Costanera - Tucumán - 9 De Julio - Salta - Hipólito Irigoyen - General Roca - 9 De Julio - Av. Gobernador Ruíz - Av. Armenia - Av. Libertad - Ruta 12 - Av. Eva Perón - Tte. A. Vázquez - Los Crisantemos - Cambá Punta - Tte. D. Jukic - Tte. C. Benítez - Ruta 12 - Eric Martínez.